# پینتا (آریزونا)
پینتا (به انگلیسی: Pinta) یک منطقهٔ مسکونی در ایالات متحده آمریکا است که در آریزونا واقع شده است. پینتا ۱٬۶۷۸ متر بالاتر از سطح دریا واقع شده است.